# Sven Oftedal
Sven Oftedal, född 3 juni 1905 i Stavanger, död 23 juni 1948 i Oslo, var en norsk läkare och politiker (Arbeiderpartiet). Han var son till Lars Oftedal. 
Oftedal blev student 1923, candidatus medicinæ 1930, vistades flera gånger i utlandet i syfte att studera bostadsfrågor och hygien samt var praktiserande läkare i Stavanger från 1933. Han var statsråd för socialdepartementet i Einar Gerhardsens samlingsregering 1945 och i hans andra regering 1945–48. Han var ordförande i Rogalandskretsen av Norges Badeforbund samt stavangeravdelningen av Norsk Folkehjelp och Stavanger Spanienkommitté. Han var ledamot av stads- och skolstyrelserna i Stavanger samt ledamot av Stortinget från 1945.